# Campionato moldavo di scacchi
Il campionato moldavo di scacchi è un torneo di scacchi che si disputa dal 1944 in Moldavia per determinare il campione nazionale di scacchi. Dal 1949 si disputa anche il campionato femminile.
Entrambi i campionati sono attualmente organizzati dalla Federazione moldava di scacchi (Federația de Șah a Republicii Moldova), fondata il 2 novembre 1994.
Dal 1944 al 1990 il torneo aveva il nome di campionato della Repubblica Socialista Sovietica di Moldavia.

## Albo dei vincitori

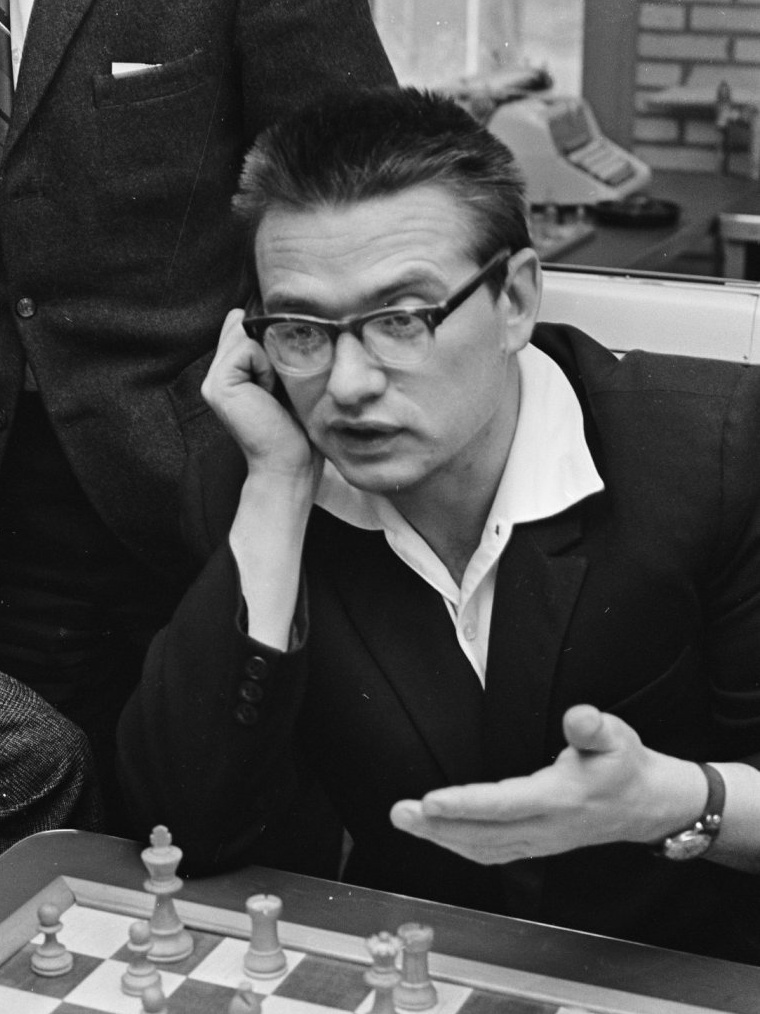
Anatoly Lutikov, vincitore di 5 campionati moldavi assoluti

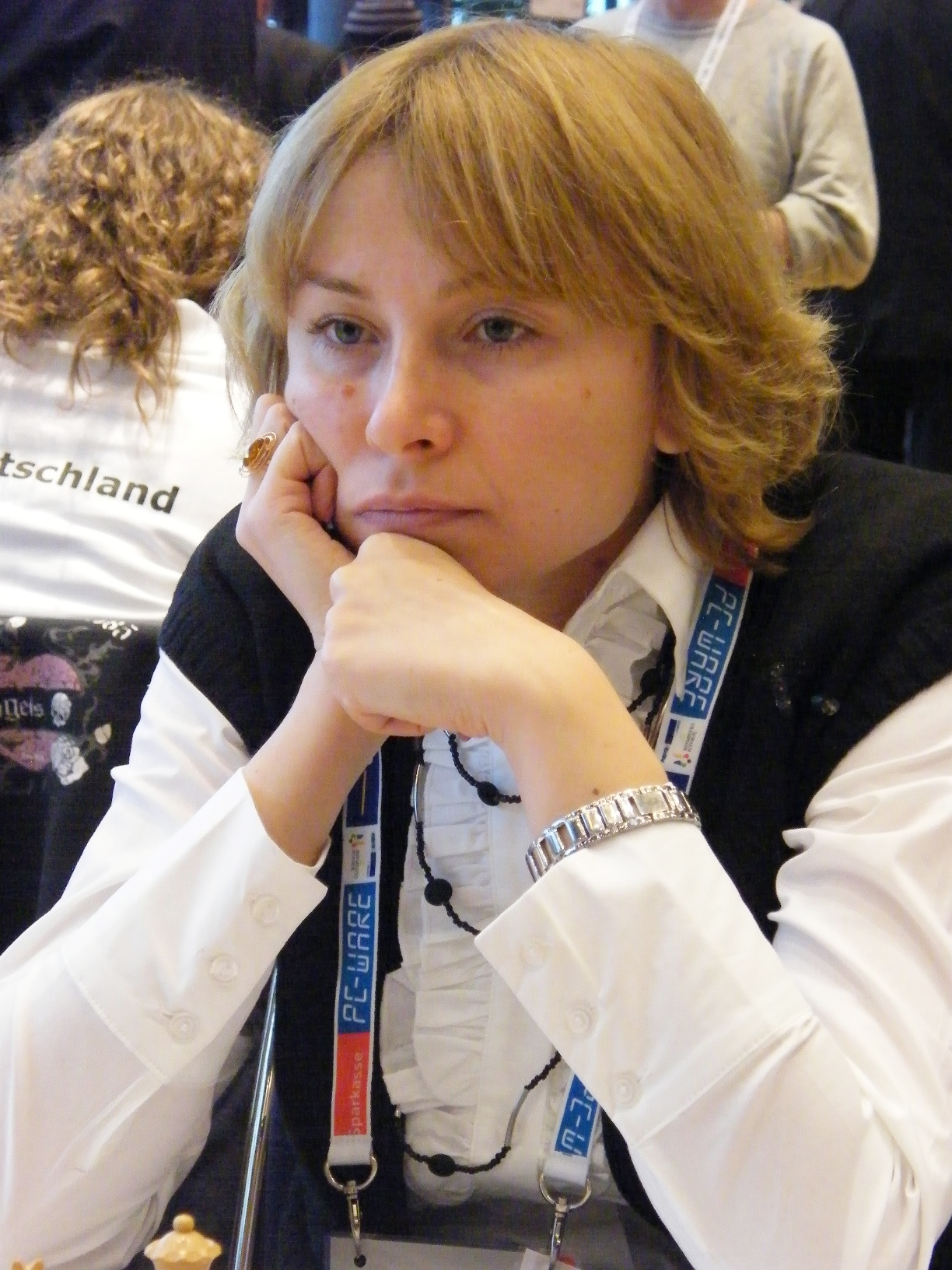
Svetlana Petrenko, vincitrice di 11 campionati moldavi femminili

| Anno | Vincitore                    |
| ---- | ---------------------------- |
| 1944 | Vasily Veter                 |
| 1945 | V. Uveatkin                  |
| 1946 | V. Uveatkin                  |
| 1947 | Vitaly Tarasov               |
| 1948 | Vitaly Tarasov               |
| 1949 | Vitaly Tarasov               |
| 1950 | Vitaly Tarasov               |
| 1951 | Vitaly Tarasov               |
| 1952 | Mikhail Shofman              |
| 1953 | M. Regenbogen                |
| 1954 | Shlomo Giterman              |
| 1955 | Vitaly Tarasov               |
| 1956 | Shlomo Giterman              |
| 1957 | Shlomo Giterman              |
| 1958 | Samuel Zhukhovitsky          |
| 1959 | Samuel Zhukhovitsky          |
| 1960 | Shlomo Giterman              |
| 1961 | Ilya Mosionzhik              |
| 1962 | Mikhail Shofman              |
| 1963 | Anatoly Lutikov              |
| 1964 | Anatoly Lutikov              |
| 1965 | Anatoly Lutikov              |
| 1966 | Anatoly Lutikov              |
| 1967 | Boris Nevednichy             |
| 1968 | Anatoly Lutikov              |
| 1969 | Mikhail Shofman              |
| 1970 | Ilye Figler Lazar Shusterman |
| 1971 | Boris Nevednichy             |
| 1972 | Nikolay Popov                |
| 1973 | Boris Nevednichy             |
| 1974 | Nikolay Popov                |
| 1975 | Nikolay Popov                |
| 1976 | Nikolay Popov                |
| 1977 | Anatoly Lutikov              |
| 1978 | Orest Averkin                |
| 1979 | Vladimir Alterman            |
| 1980 | Boris Itkis                  |
| 1981 | Wladimir Skulener            |
| 1982 | Boris Itkis                  |
| 1983 | Boris Itkis                  |
| 1984 | Boris Itkis                  |
| 1985 | Boris Nevednichy             |
| 1986 | Georgi Orlov                 |
| 1987 | Boris Nevednichy             |
| 1988 | German Titov                 |
| 1989 | Georgi Orlov                 |
| 1990 | Boris Itkis                  |
| 1991 | Ilye Figler                  |
| 1992 | Boris Itkis                  |
| 1993 | Boris Nevednichy             |
| 1994 | Dorian Rogozenko             |
| 1995 | Boris Nevednichy             |
| 1996 | Vadim Chernov                |
| 1997 | Boris Itkis                  |
| 1998 | Vasile Sanduleac             |
| 1999 | Anatolij Bets                |
| 2000 | Dmitry Svetushkin            |
| 2001 | Vasile Sanduleac             |
| 2002 | Alexei Furtuna               |
| 2003 | Vasile Sanduleac             |
| 2004 | Alexey Khruschiov            |
| 2005 | Svetlana Petrenko            |
| 2006 | Viacheslav Slovineanu        |
| 2007 | Vasile Sanduleac             |
| 2008 | Vasile Sanduleac             |
| 2009 | Serghei Vedmediuc            |
| 2010 | Vladimir Hamitevici          |
| 2011 | Serghei Vedmediuc            |
| 2012 | Iulian Baltag                |
| 2013 | Dan Golub                    |
| 2014 | Liviu Cerbulenco             |
| 2015 | Ruslan Soltanici             |
| 2016 | Viorel Iordachescu           |
| 2017 | Nichita Morozov              |
| 2018 | Vladimir Hamitevici          |
| 2019 | Andrei Macovei               |
| 2020 | Iulian Baltag                |
| 2021 | Iulian Baltag                |
| 2022 | Dragoș Cereș                 |
| 2023 | Jegor Lashkin                |

| Anno | Vincitrice                            |
| ---- | ------------------------------------- |
| 1949 | Dekabrina Kazatsker                   |
| 1950 | N. Tarasova                           |
| 1951 | Natasha Kolotyi Dekabrina Kazatsker   |
| 1952 | Dekabrina Kazatsker                   |
| 1953 | Natasha Kolotyi                       |
| 1954 | E. Matos                              |
| 1955 | Natasha Kolotyi                       |
| 1956 | N. Kononova                           |
| 1959 | Bronislava Mosionzhik                 |
| 1960 | Bronislava Mosionzhik                 |
| 1961 | Bronislava Mosionzhik                 |
| 1962 | Bronislava Mosionzhik                 |
| 1963 | Bronislava Mosionzhik                 |
| 1964 | Bronislava Mosionzhik                 |
| 1965 | Bronislava Mosionzhik                 |
| 1967 | Natalia Ivanova Bronislava Mosionzhik |
| 1968 | Bronislava Mosionzhik                 |
| 1970 | Bronislava Mosionzhik                 |
| 1971 | Raisa Nevednichaya                    |
| 1972 | Raisa Nevednichaya                    |
| 1973 | Bronislava Mosionzhik                 |
| 1974 | Raisa Nevednichaya                    |
| 1975 | Alla Grinfeld                         |
| 1976 | Ludmila Saunina                       |
| 1977 | Naira Agababean                       |
| 1978 | Marina Afanasova                      |
| 1979 | Raisa Nevednichaya                    |
| 1980 | Naira Agababean                       |
| 1981 | Naira Agababean                       |
| 1982 | Naira Agababean                       |
| 1983 | Naira Agababean                       |
| 1984 | Naira Agababean                       |
| 1985 | Polina Zilberman                      |
| 1986 | Polina Zilberman                      |
| 1987 | Marina Sheremetieva                   |
| 1988 | Marina Sheremetieva                   |
| 1989 | Irina Brandis                         |
| 1990 | Nadejda Roizen                        |
| 1991 | Irina Brandis                         |
| 1992 | Marina Sheremetieva                   |
| 1993 | Svetlana Petrenko                     |
| 1994 | Naira Agababean                       |
| 1995 | Anna Shusterman                       |
| 1996 | Naira Agababean                       |
| 1997 | Karolina Smokina                      |
| 1998 | Svetlana Petrenko                     |
| 1999 | Svetlana Petrenko                     |
| 2000 | Anna Shusterman Svetlana Petrenko     |
| 2001 | Svetlana Petrenko                     |
| 2002 | Elena Partac                          |
| 2003 | Elena Partac                          |
| 2004 | Anna Shusterman                       |
| 2005 | Lilia Doibani                         |
| 2006 | Elena Partac                          |
| 2007 | Irina Bulmaga                         |
| 2008 | Irina Bulmaga                         |
| 2009 | Diana Baciu                           |
| 2010 | Elena Partac                          |
| 2011 | Olga Hincu                            |
| 2012 | Svetlana Petrenko                     |
| 2013 | Svetlana Petrenko                     |
| 2014 | Paula-Alexandra Gitu                  |
| 2015 | Svetlana Petrenko                     |
| 2016 | Svetlana Petrenko                     |
| 2017 | Svetlana Petrenko                     |
| 2018 | Svetlana Petrenko                     |
| 2019 | Svetlana Petrenko                     |
| 2020 | Valentina Verbin                      |
| 2021 | Svetlana Petrenko                     |
| 2022 | Ana Petricenco                        |
| 2023 | Alina Mihailova                       |